# Thomas von Scheele
Thomas von Scheele (Bollnäs, 13 maart 1969) is een Zweeds professioneel tafeltennisser. Hij werd samen met Peter Karlsson in Chiba 1991 wereldkampioen dubbelspel. Als lid van het nationale mannenteam won hij tevens het toernooi voor landenploegen op de Europese kampioenschappen in Bratislava 1996.

## Sportieve loopbaan
Von Scheele bereikte tijdens zijn zeven WK-deelnames tussen 1985 en 1999 één finale en behaalde daarin meteen een wereldtitel. Samen met Karlsson versloeg hij in de finale van het mannendubbel in 1991 het Chinese duo Wang Tao en Lu Lin, die de dubbeltitel zouden winnen op de volgende twee wereldkampioenschappen.

Tijdens zijn vier deelnames aan verschillende EK's tussen 1990 en 1996 speelde Von Scheele twee keer in de eindstrijd van het toernooi voor landenploegen. Dit leverde hem in 1996 goud op, nadat de Zweden in Birmingham 1994 de overwinning nog aan Frankrijk moesten laten.
De Zweed kwam voor zijn land uit in het dubbelspeltoernooi van de Olympische Zomerspelen 1996, waar hij na de eerste ronde zijn koffers kon gaan pakken.
Von Scheele is sinds 1996 actief op de ITTF Pro Tour. Daarop won hij het dubbelspel van het Joegoslavië Open 1996, waar hij ook in het enkelspel de finale haalde. De Zweed haalde tevens de eindstrijd van het Zweden Open 1996 enkelspel. Dat jaar kwalificeerde hij zich voor de ITTF Pro Tour Grand Finals in zowel het enkel- als dubbelspel.